# 셀프카메라

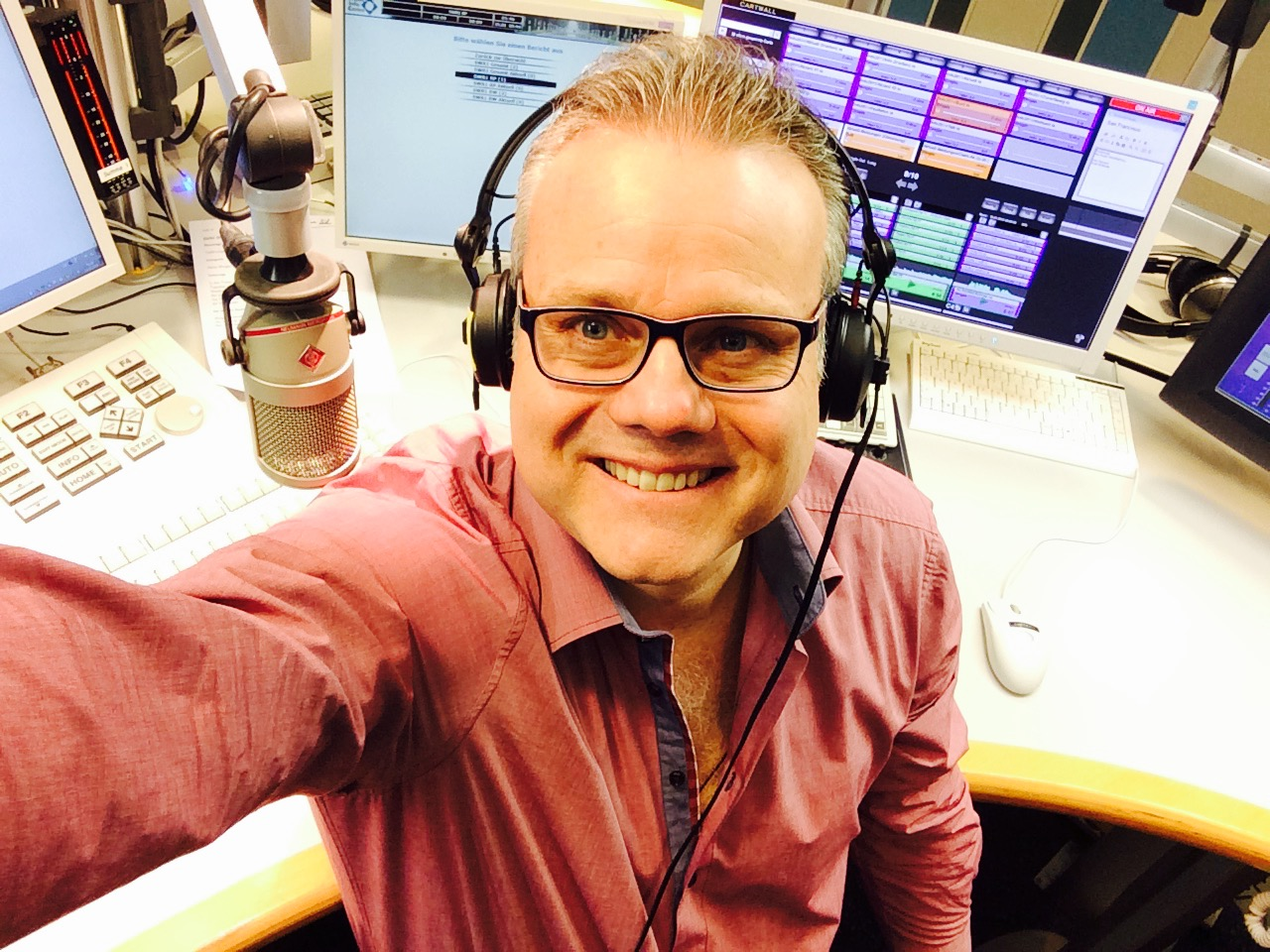
라디오 진행자의 셀카

자가 촬영(自家 撮影)은 촬영자가 자기 자신을 촬영하는 것을 가리킨다. 보통 한국어식 영어인 셀프카메라(영어: self camera) 또는 줄여서 셀카라고 하는 경우가 많다. 영어로는 셀피(영어: selfie)라고 하고 2013년 11월, 옥스포드 영어사전 올해의 단어로 선정되었다. 일반적으로 전자 카메라나 스마트폰으로 촬영한 자화상사진 또는 짧은 동영상이다.
카메라는 일반적으로 셀카봉을 이용하거나 팔 길이만큼 멀리 떨어뜨려 놓고 촬영하며, 셀프 타이머나 리모컨으로 조작하지는 않는다. 카메라의 LCD 모니터에 자신의 이미지를 보면서 자신을 촬영하는 개념은 셀프 레코딩이라고도 알려져 있다.
셀카는 현대 생활에서 가장 인기 있는 자화상의 한 형태이다. 현재 기기를 사용하면 누구나 자화상을 만들 수 있다.
셀카는 종종 페이스북, 인스타그램, 스레드, X (소셜 네트워크), 스냅챗과 같은 소셜 네트워크 서비스를 통해 소셜 미디어에 공유된다. 몇 분 이상 길이의 동영상 셀카는 브이로그 범주에 속할 가능성이 더 높다.

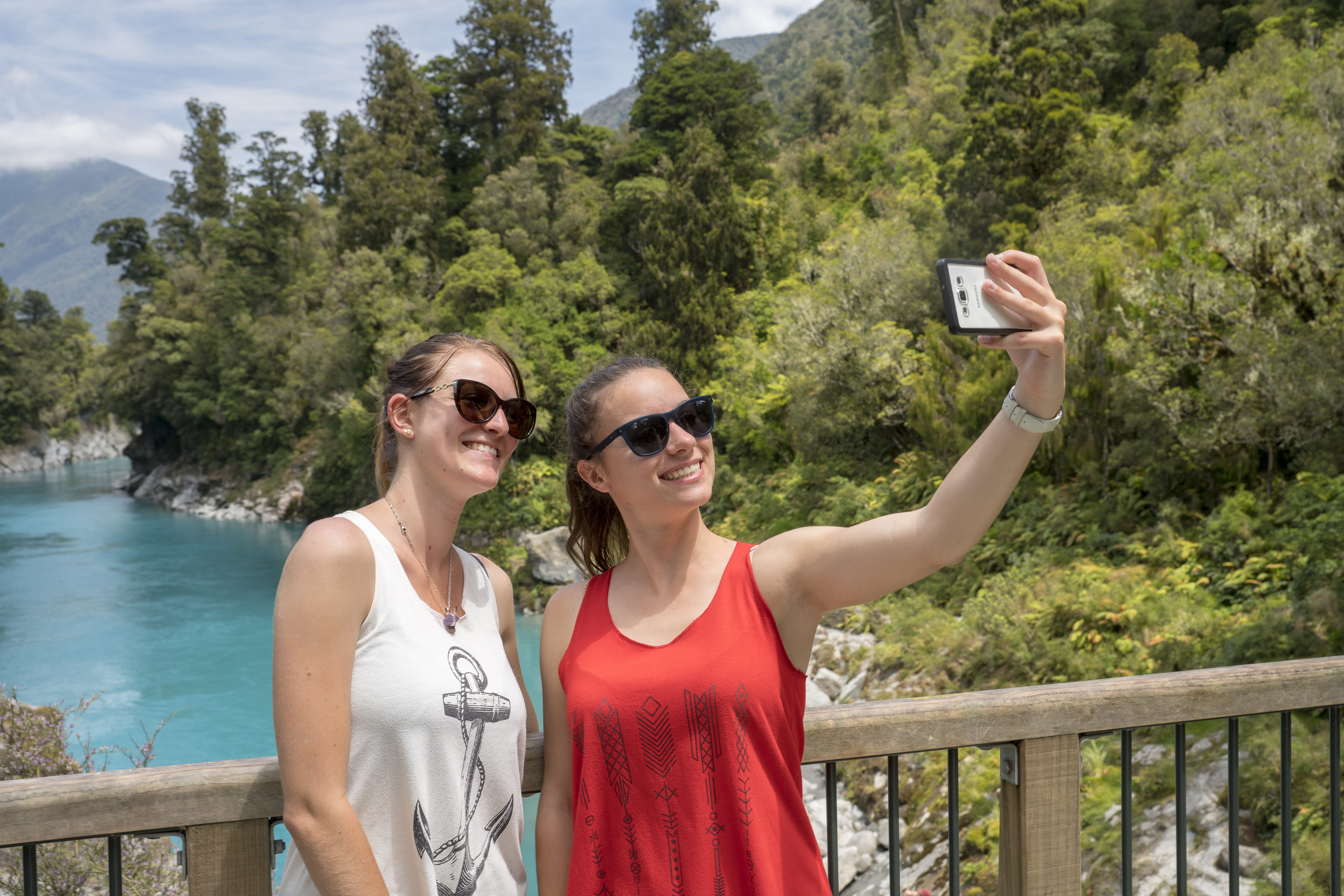
두 명의 피사체가 함께 셀카를 찍는 모습

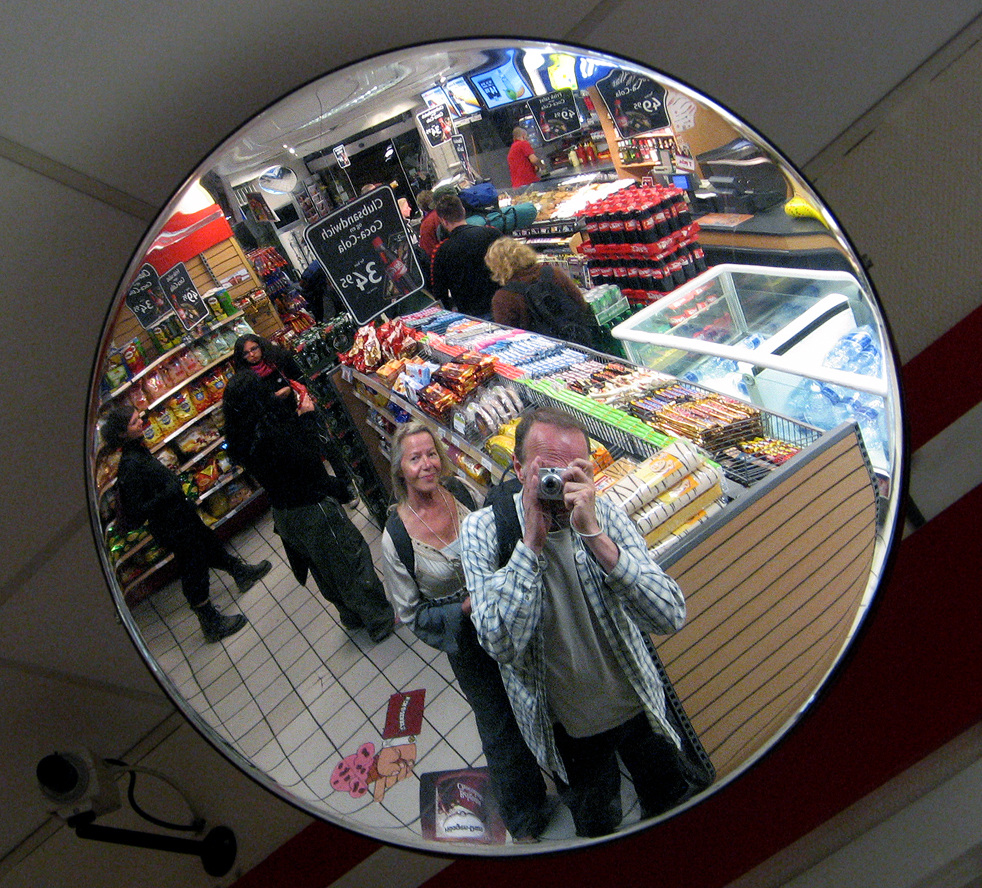
감시거울 속의 셀카

셀카에는 여러 피사체가 포함될 수 있으며, 사진이 피사체 중 한 명에 의해 촬영되는 한 셀카로 간주된다. 그러나 여러 사람이 함께 찍는 셀카에는 유지(usie), 그루피(groufie), 위피(wefie)와 같은 다른 용어도 있다. 또는 카메라를 얼굴에 직접 향하는 대신 거울에 향하게 하여 거울 셀카를 찍을 수 있는데, 이는 종종 전신 사진을 얻기 위함이다.

## 어원
"셀카"는 애칭의 한 예인데, 이는 호주에서 인기 있는 조어 유형이며, 더 널리 받아들여지기 전에 일반적인 용어로 사용되었다.
"셀카"라는 단어가 인쇄물이나 전자 매체에서 처음 사용된 것은 2002년 9월 13일 호주 인터넷 포럼, 즉 칼 크루쉘니키의 '닥터 칼 셀프-서브 사이언스 포럼'에서 네이선 호프의 게시물이었다. 비록 호프는 나중에 자신이 이 용어를 만들었다는 생각을 일축하며, "당시에는 자신을 찍은 사진을 묘사하는 흔한 속어였다"고 말했지만, 그는 다음과 같이 썼다: "음, 친구 21번째 생일 파티에서 취해서 넘어졌는데 (앞니가 거의 닿을 뻔한) 입술부터 계단에 떨어졌어. 아랫입술에 1cm 정도 구멍이 났어. 그리고 초점 죄송, 셀카였어."
2013년까지 "셀카"라는 단어는 옥스포드 영어사전 온라인 버전에 포함될 정도로 흔해졌으며, 11월에 "올해의 단어"로 발표되고 호주 기원임을 밝혔다.
2014년 8월, "셀카"는 스크래블 단어 게임에서 공식적으로 사용이 허용되었다.

## 자화상의 초기 역사
1839년, 미국의 사진 개척자 로버트 코닐리어스는 자신의 다게레오타이프를 제작했는데, 이는 최초의 인물 사진 중 하나가 되었다. 이 과정이 느렸기 때문에 그는 렌즈 캡을 열고 1분 이상 촬영 범위에 들어섰다가 다시 렌즈 캡을 닫을 수 있었다. 그는 뒷면에 "최초로 촬영된 빛 그림. 1839년."이라고 기록했다. 그의 "최초의 셀카" 사본은 펜실베이니아주 필라델피아의 로렐 힐 묘지에 있는 그의 묘비를 장식하고 있다.
1900년, 휴대용 코닥 브라우니상자 카메라의 등장은 사진 자화상이 더욱 널리 보급되는 기술로 이어졌다. 이 방법은 보통 거울을 이용하고 사진기를 근처 물체나 삼각대에 고정시키고 상자 상단의 뷰파인더를 통해 구도를 잡는 방식이었다. 아나스타시야 니콜라예브나 여대공은 13세의 나이로 1914년 친구에게 보내기 위해 거울을 이용해 자신의 사진을 찍은 최초의 십대 중 한 명이었다. 그녀는 사진과 함께 보낸 편지에 "거울을 보며 이 사진을 찍었어요. 손이 떨려서 너무 힘들었어요."라고 썼다. 1934년, 한 스웨덴 부부가 나무 막대기를 이용해 자신들의 사진을 찍었는데, 뉴욕 타임스는 이를 "원조 셀카봉"이라고 불렀다.
1970년대에는 저렴한 즉석사진기의 등장으로 새로운 자기표현 매체가 탄생하면서 사진 자화상이 활발해졌고, 보수적인 개인들에게는 비전형적인 개인적인 통찰력을 포착하고 아마추어들이 즉각적인 결과로 사진을 배울 수 있게 되었다. 이 관행은 2000년대 초 필름 카메라를 대체하면서 디지털 카메라로 자연스럽게 전환되었다.

## 셀카 찍기의 기원과 발전

### 일본의 셀카 문화

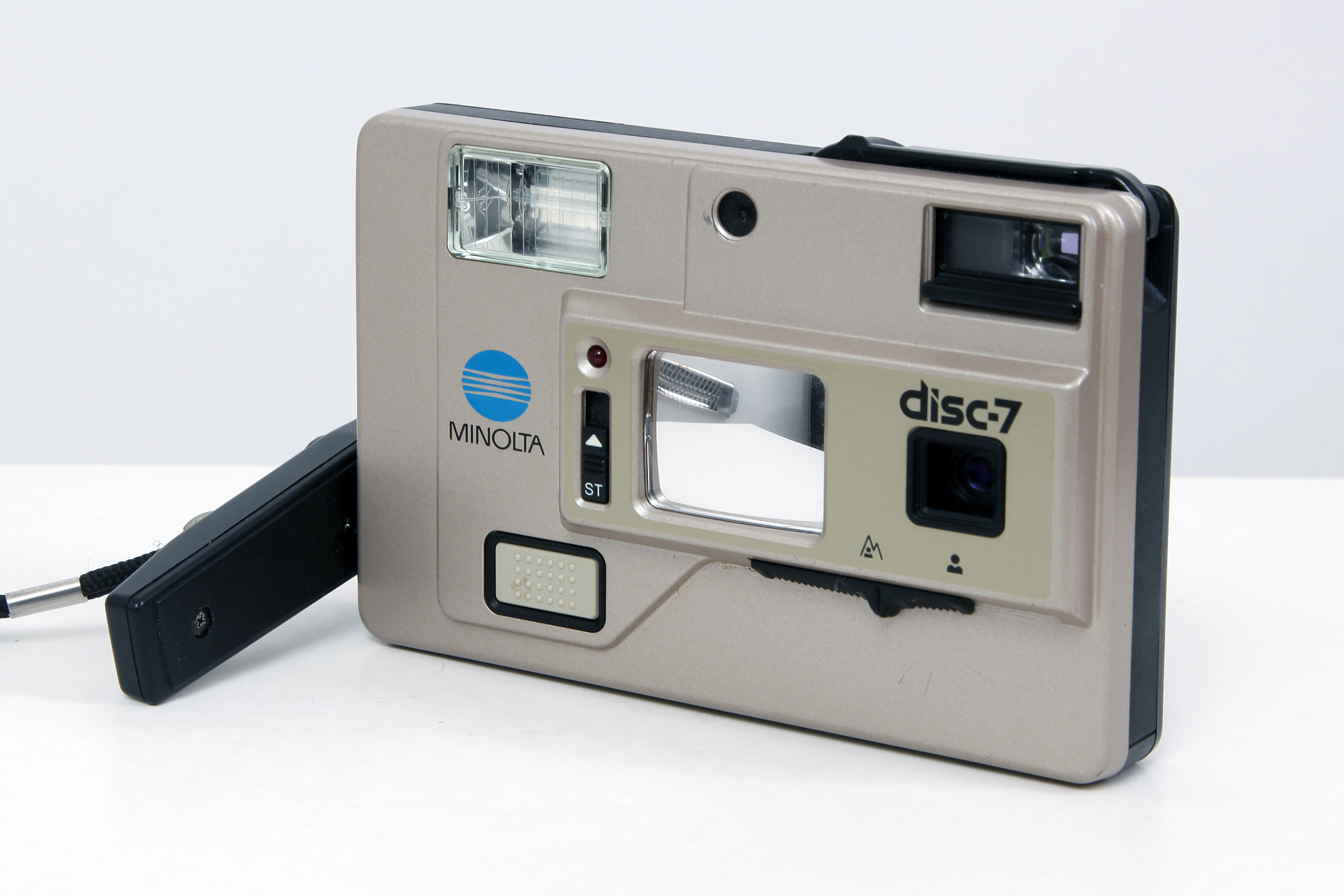
셀카 거울이 달린 미놀타 디스크-7 (1983)

현대 셀카는 일본의 카와이(귀여운) 문화에서 비롯되었으며, 이는 특히 여성들 사이에서 사진으로 자기 표현을 아름답게 하는 것에 대한 집착을 포함한다. 1990년대에 셀프 사진 촬영은 일본 여학생들 사이에서 주요 관심사가 되었고, 그들은 친구들과 사진을 찍고 카와이 앨범에 붙일 수 있는 사본을 교환했다. 이는 젊은 사진작가 히로믹스 (토시카와 히로미)가 자신의 사진을 여러 장 포함한 사진 일기 앨범 '세븐틴 걸 데이즈'를 출판하는 계기가 되었다. 이 중 하나는 카메라를 자신 앞에 들고 찍은 선구적인 셀카였다. 그녀는 1995년 캐논으로부터 앨범 인정을 받아 일본에서 명성을 얻었다.
1983년 미놀타 Disc-7 사진기에는 전면에 볼록 거울이 있어 자화상 구도를 잡을 수 있었고, 포장지에는 이러한 목적으로 막대에 장착된 카메라가 나와 있었다. 소형 휴대용 카메라용 "망원 확장기"는 1983년에 우에다 히로시와 미마 유지로가 특허를 받았고, 셀카봉은 1995년 101 쓸모없는 일본 발명품이라는 책에 소개되었다. 당시에는 "쓸모없는 발명품"으로 치부되었지만, 셀카봉은 21세기 초에 전 세계적으로 인기를 얻었다.

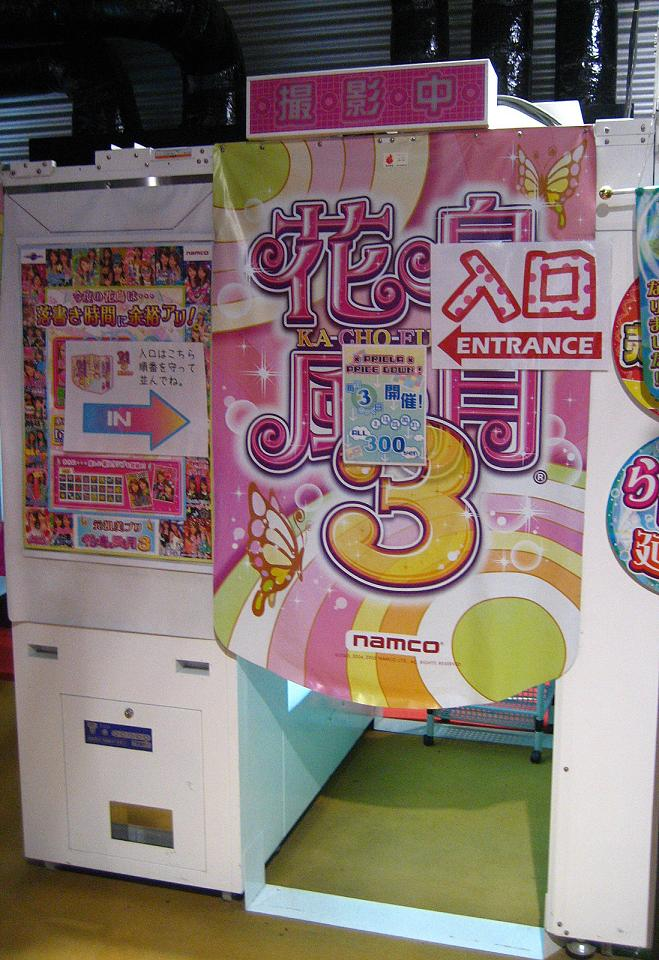
2007년 후쿠시마시의 프리쿠라 사진 스티커 부스. 첫 프리쿠라는 1995년 세가와 아틀러스에서 선보였다.

디지털 셀카는 프리쿠라 (일본어로 "프린트 클럽"의 약자)에서 유래했는데, 이는 1990년대 중반 일본 비디오 게임아케이드 산업에서 도입된 일본 사진 스티커 부스이다. 이는 1994년 사사키 미호가 걸그룹 사진 문화와 1990년대 일본의 사진 스티커 인기에 영감을 받아 고안했다. 그녀는 게임 회사인 아틀러스에서 일하며 이 아이디어를 제안했지만, 처음에는 남자 상사들에게 거절당했다. 아틀러스는 결국 미호의 아이디어를 추진하기로 결정했고, 주요 일본 비디오 게임 회사인 세가의 도움을 받아 개발했다. 세가는 나중에 아틀러스의 소유주가 되었다. 세가와 아틀러스는 최초의 프리쿠라(프린트 클럽)를 1995년 2월에 처음에는 게임 아케이드에, 그 후에는 패스트푸드점, 기차역, 노래방, 볼링장 등 다른 인기 있는 문화 공간으로 확대했다. 오리지널 세가-아틀러스 기계의 성공으로 SNK의 Neo Print(1996)와 코나미의 Puri Puri Campus(Print Print Campus, 1997)를 포함한 다른 일본 아케이드 게임 회사들이 자신들의 프리쿠라를 생산하게 되었다.
프리쿠라는 나중에 셀카라고 불리게 될 것을 생산했다. 프리쿠라는 본질적으로 전통적인 면허/여권 사진 부스와 아케이드 비디오 게임의 교차점에 있으며, 컬러 비디오 카메라와 컬러 프린터에 연결된 컴퓨터가 있고, 디지털 이미지 조작을 허용한다. 사용자가 컴팩트 부스 내의 카메라 앞에서 포즈를 취하고, 이미지를 촬영한 다음, 카와이하게 보이도록 디자인된 다양한 효과로 사진을 인쇄하는 방식이다. 이는 원하는 배경, 테두리, 삽입 가능한 장식, 아이콘, 텍스트 쓰기 옵션, 헤어 익스텐션, 반짝이는 다이아몬드 티아라, 부드러운 조명 효과, 미리 디자인된 장식 여백과 같은 일련의 선택 사항을 제공한다. 프리쿠라는 1990년대에 일본 청소년들 사이에서, 그리고 동아시아 전역에서 인기 있는 오락 형태가 되었다. 이러한 사진 필터는 2010년대에 나중에 나타난 스냅챗 필터와 유사했다. 프리쿠라의 사진 기능은 나중에 인스타그램과 스냅챗과 같은 스마트폰 앱에 채택되었는데, 여기에는 셀카 위에 낙서를 하거나 텍스트를 입력하는 기능, 이미지를 아름답게 하는 기능, 고양이 수염이나 토끼 귀와 같은 사진 편집 옵션이 포함되었다.

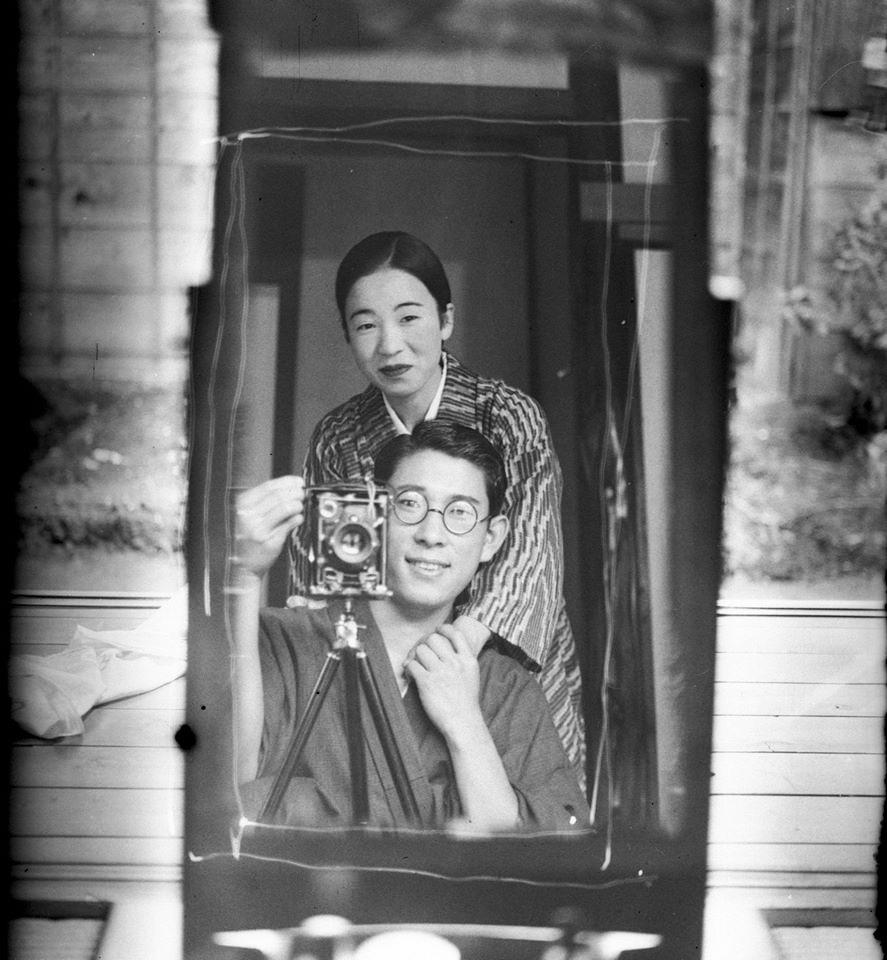
일본인 부부가 함께 셀카를 찍는 모습, 1920년대

동아시아의 프리쿠라 현상을 활용하기 위해 일본의 휴대 전화에는 전면 카메라가 장착되기 시작했는데, 이는 셀카 생성을 용이하게 했다. 아마도 휴대용 기기에 장착된 최초의 전면 카메라는 1998년 2월 일본에서 출시된 게임보이 카메라였을 것이다. 게임보이 카메라는 게임보이용 부속품이었다. 180도 회전 카메라는 사용자가 자화상을 찍을 수 있도록 특별히 마케팅되었다. 최초의 전면 카메라폰은 1999년 5월 일본에서 출시된 교세라 비주얼 폰 VP-210이었다. 당시에는 "모바일 비디오폰"이라고 불렸다. 이 전화기는 최대 20장의 JPEG 이미지를 저장할 수 있었고, 이메일로 전송하거나, 일본의 개인 휴대 전화 시스템 (PHS) 무선 통신셀룰러 네트워크를 통해 초당 최대 2장의 이미지를 보낼 수 있었다. 이는 일본의 셀카 문화가 프리쿠라에서 휴대 전화로 전환되는 계기가 되었다.

### 국제적 인기
셀카 문화는 1990년대 일본에서 프리쿠라 부스와 전면카메라폰을 시작으로 동아시아 다른 국가들로 확산되었다. 그러나 2000년대가 되어서야 셀카 문화가 동아시아 밖에서 대중화되었다.
동아시아 밖에서, 그룹 셀프 촬영 사진을 인터넷에 업로드하는 개념은 2001년 9월 호주인들이 만든 웹 페이지로 거슬러 올라가는데, 여기에는 1990년대 후반에 찍은 사진들이 포함되어 있다 (2004년 4월 인터넷 아카이브에 포착됨).
2000년대 초, 페이스북이 지배적인 온라인 소셜 네트워크가 되기 전에는 마이스페이스에서 스스로 찍은 사진들이 특히 흔했다. 그러나 작가 케이트 로스는 2006년에서 2009년 사이 (페이스북이 마이스페이스보다 인기를 얻었을 때), "마이스페이스 사진" (일반적으로 "화려한 아마추어식 플래시를 터뜨린 자화상으로, 종종 욕실 거울 앞에서 찍음")이 새로운 페이스북 소셜 네트워크 사용자들에게는 촌스러운 취향의 지표가 되었다고 이야기한다. 2009년 이미지 호스팅 및 동영상 호스팅 웹사이트인 플리커에서 플리커 사용자들은 '셀카'를 십대들이 올린 끝없는 자화상을 설명하는 데 사용했다. 로스에 따르면, 아이폰 4 (2010년)의 전면 카메라, 인스타그램과 스냅챗과 같은 모바일 사진 앱 등 디자인 개선이 2010년대 초 셀카의 부활로 이어졌다.
2003년 후반에 출시된 소니 에릭슨 Z1010 휴대 전화는 서구 시장에 전면 카메라 개념을 도입했는데, 이는 셀카 및 화상 통화에 사용될 수 있었다. 이러한 카메라는 아이폰 4 (2010년)와 같은 휴대 기기에서 흔해졌다. 초기 일본 및 한국 휴대폰의 전면 카메라 기능을 채택한 아이폰 4는 동아시아 밖에서 국제적으로 셀카를 대중화하는 데 기여했다.

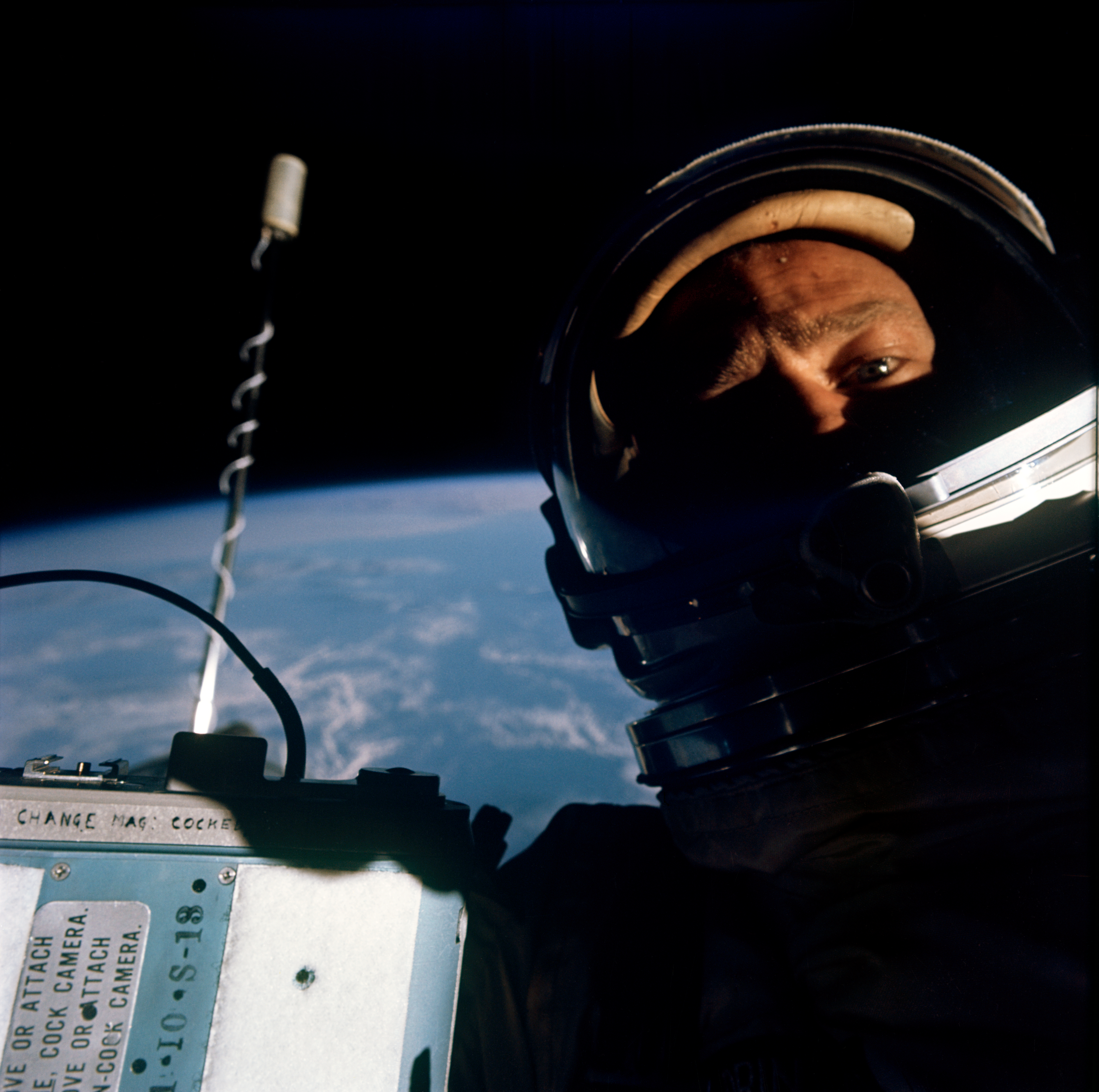
버즈 올드린은 1966년 핫셀블라드 롤 필름 카메라를 사용하여 최초의 EVA셀카를 찍었다.

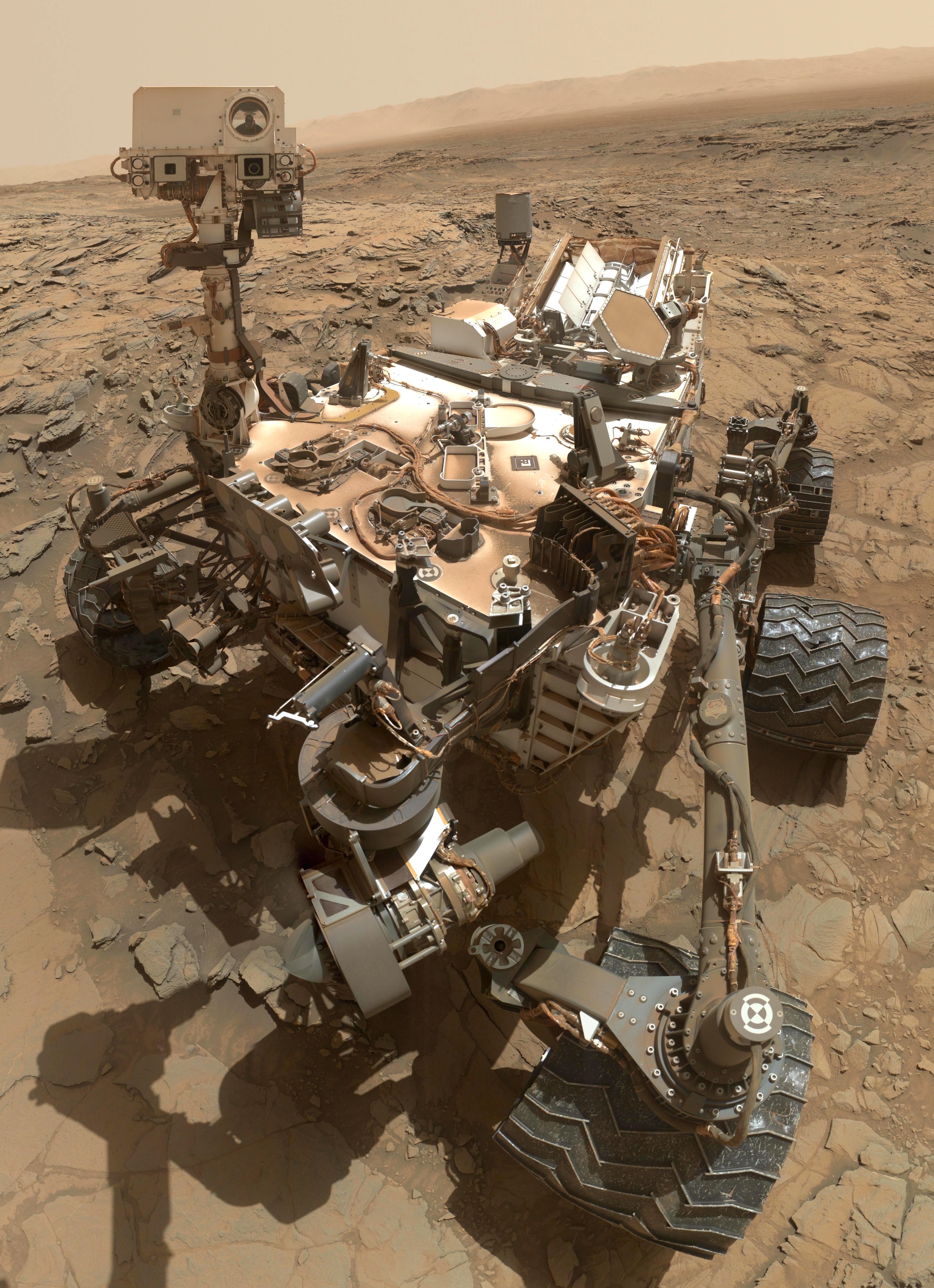
2015년 화성 샤프 산에서 찍은 큐리오시티 로버의 자화상

2011년, 인스타그램 사진 공유 및 소셜 네트워크 서비스는 자동 필터를 도입하여 사용자가 사진을 쉽게 변경할 수 있게 했다. 처음에는 젊은이들 사이에서 인기가 있었지만, 셀카는 시간이 지남에 따라 더 넓은 인기를 얻었다. 라이프 및 비즈니스 코치 제니퍼 리는 2011년 1월 인스타그램에서 "#Selfie"를 해시태그로 처음 사용한 인물이다. 2012년 말, 타임 (잡지)는 셀카를 그 해의 "10대 유행어" 중 하나로 꼽았다. 셀카는 훨씬 이전부터 존재했지만, "정말 크게 유행한" 것은 2012년이었다. 2013년 설문조사에 따르면, 18-35세 호주 여성의 3분의 2가 셀카를 찍었는데, 가장 흔한 목적은 페이스북에 게시하는 것이었다. 스마트폰 및 사진기 제조사 삼성그룹이 2013년에 의뢰한 여론조사에 따르면, 18-24세 사람들이 찍은 사진의 30%가 셀카였다.

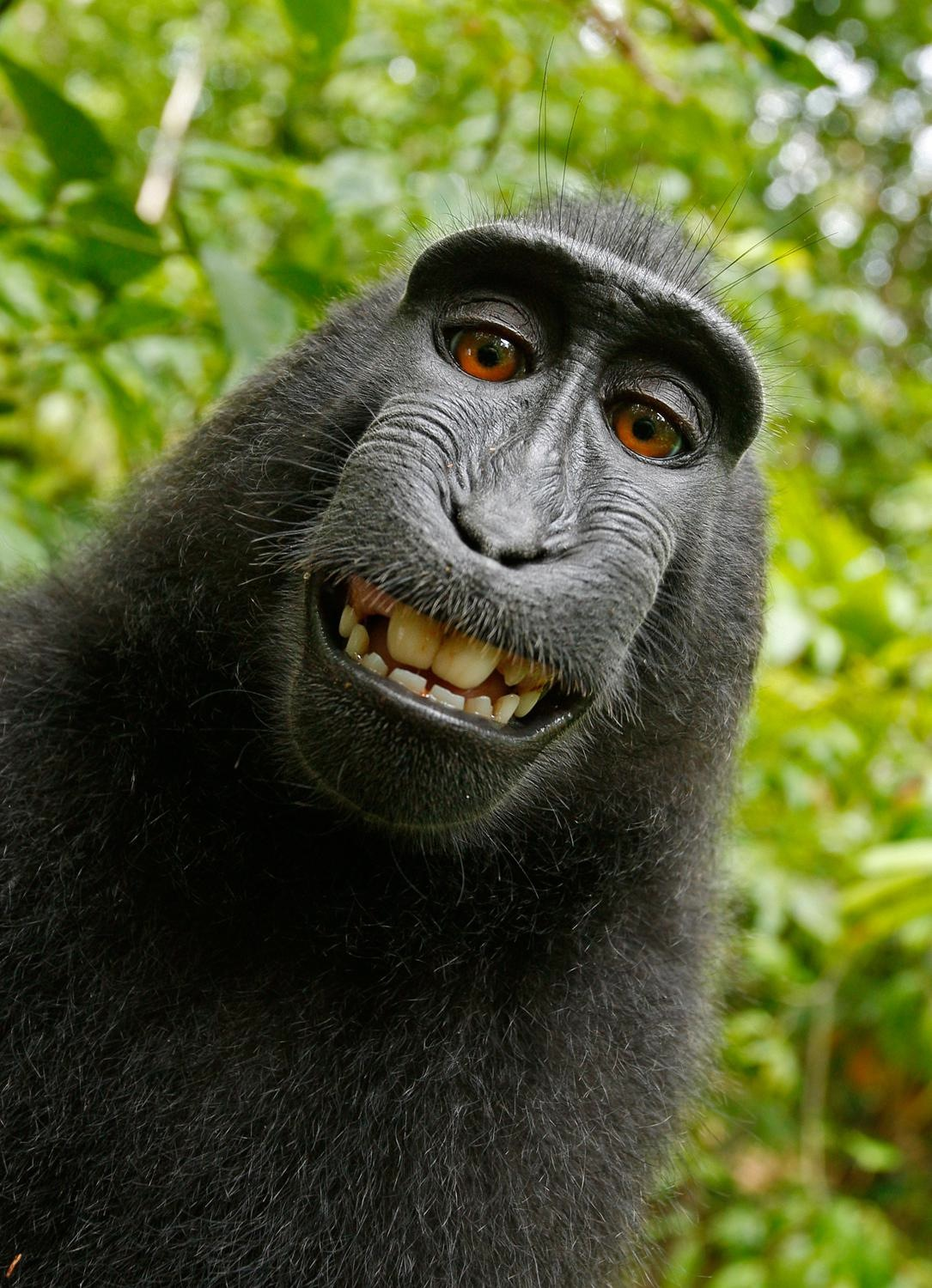
카메라를 집어든 셀레베스도가머리마카크의 "원숭이 셀카"

셀카는 지구 밖에서도 찍혔다. 우주에서 찍힌 셀카는 우주비행사들이 찍은 셀카, NASA의 큐리오시티 로버가 화성에서 찍은 셀카, 그리고 지구에서 찍은 자화상 사진이 위성의 화면에 표시되고 카메라에 의해 포착되는 간접적인 방법으로 생성된 이미지들이 있다.
2011년, 한 셀레베스도가머리마카크가 인도네시아 정글에서 특정 목적으로 설치된 야생 동물 사진작가의 카메라 셔터를 눌렀다. 나중에 카메라가 회수되었을 때, 웃고 있는 암컷 마카크의 사진을 포함하여 수백 장의 셀카가 발견되었다. 이 사건은 특이한 저작권 논쟁을 촉발시켰다. 2013년 4월, 위키백과의 셀카 페이지가 시작되었다. 2016년, 연방 판사는 원숭이가 이미지에 대한 저작권을 소유할 수 없다고 판결했다.
해외 여행지에서 햇볕을 쬐며 자신의 발을 찍는 "발 셀카"의 인기를 설명하면서, 더 할리우드 리포터는 이것이 "2014년의 소셜 미디어 포즈를 압도할 수 있다"고 말했다.
2014년 1월, 소치 동계 올림픽 기간 동안 "셀카 올림픽" 밈이 트위터에서 인기를 끌었는데, 사용자들이 특이한 상황에서 자화상을 찍었다. 이 밈의 확산은 해시태그 #selfiegame 및 #selfieolympics의 사용과 함께 일어났다.

### 소셜 미디어 인기
인스타그램과 스냅챗과 같은 소셜 미디어 앱은 지오필터, 관련 주제의 해시태그 연결, 사진 스토리와 같은 기능을 통해 사람들이 셀카를 찍도록 장려한다. 지오필터는 사람들이 코믹할 수 있는 오버레이로 셀카를 찍고, 현재 위치를 보여주는 기능을 통해 셀카 이미지를 변경할 수 있게 한다. 2017년 9월, 인스타그램은 자사 셀프 홍보, 셀카 공유 앱의 일일 활성 사용자 수가 5억 명, 월별 활성 사용자 수가 8억 명에 달한다고 자랑했다. 스냅챗은 서비스의 일일 활성 사용자 수가 1억 7800만 명이라고 보고했다. 2017년 7월 기준으로 인기 순으로 가장 인기 있는 4대 소셜 네트워크 서비스는 페이스북, 페이스북 메신저, 인스타그램, 스냅챗이다.
셀카는 소셜 미디어에서 인기를 끌었다. 인스타그램에는 해시태그 #selfie가 달린 사진이 5,300만 장 이상 있다. "셀카"라는 단어는 2013년 10월 한 주 동안 페이스북 상태 업데이트에서 368,000번 이상 언급되었다. 같은 기간 동안 트위터에서는 해시태그 #selfie가 150,000개 이상의 트윗에서 사용되었다.

## 사회학

1960년대 홍콩 신부가 전통 중국 결혼 복장인 꾼과를 입고 결혼식 전에 찍은 자화상

셀카의 매력은 제작 및 공유의 용이성과 자신을 표현하는 방식에 대한 통제력에서 비롯된다. 많은 셀카는 촬영자가 지지할 것으로 기대하는 친구들에게 특히 자신을 돋보이게 하는 이미지를 제시하기 위한 것이다. 이러한 셀카는 여행 중, 흥미로운 활동 중, 또는 흥미롭거나 매력적인 사람들과의 그룹 셀카로 촬영될 것이다. 그러나 2013년 페이스북 사용자들을 대상으로 한 연구에 따르면, 자신의 사진을 게시하는 것은 페이스북 친구들로부터의 사회적 지지와 친밀도 수준이 낮아지는 것과 관련이 있다(가까운 친구로 표시된 경우는 제외). 연구의 주 저자는 "페이스북에 자주 사진을 게시하는 사람들은 실제 관계를 손상시킬 위험이 있다"고 말한다. 사진 메시징 애플리케이션 스냅챗도 주로 셀카를 보내는 데 사용된다. 스냅챗 사용자 중 일부는 코미디 목적으로 친구들에게 의도적으로 매력적이지 않은 셀카를 보내기도 한다.
의도적으로 매력적이지 않은 셀카를 게시하는 것도 2010년대 초반에 흔해졌는데, 부분적으로는 유머 가치 때문이지만, 어떤 경우에는 신체 이미지 문제를 탐구하거나 전형적인 셀카의 인식된 나르시시즘 또는 과도한 성적 대상화에 대한 반작용으로도 사용되었다.
셀카를 찍는 행위는 나르시시즘적일 뿐만 아니라 현재 일어나는 일을 평가하고 감상하는 것을 방해하며, 모든 사람이 다른 사람이 하는 일을 따라하는 "브라이언의 삶에서 군중이 브라이언의 창문 밖에 모여서 일제히 열정적으로 '네, 우리는 모두 개인입니다! ... 네, 우리는 모두 다릅니다!'""라고 외치는 장면처럼" 무의미하게 순응적인 행동이라고 비판받아 왔다. 그러나 이는 장르에 대한 보다 미묘하고 상세한 분석에 의해 반증되었다.
셀카 박물관이라는 팝업 박물관은 2018년에 캘리포니아 로스앤젤레스 카운티 교외 글렌데일에 모든 셀카 애호가들에게 문을 열 예정이다.

### 성 역할, 성적 매력, 사생활
사회학자 벤 애거는 셀카의 경향을 "남성적 시선이 바이럴이 된 것"이라고 묘사하며, 사회학자이자 여성학 교수인 게일 다인스는 이를 "포르노 문화"의 부상과 성적 매력이 여성이 자신을 드러낼 수 있는 유일한 방법이라는 생각과 연결시킨다. 페미니스트 작가 메건 머피는 이미지를 공개적으로 게시하거나 그렇게 하는 다른 사람들과 공유하는 것이 리벤지 포르노의 경우 극적인 영향을 미칠 수 있다고 지적했다. 리벤지 포르노는 전 애인들이 복수를 하거나 전 애인을 모욕하기 위해 성적으로 노골적인 사진이나 나체 셀카를 게시하는 경우이다. 그럼에도 불구하고, 일부 페미니스트들은 셀카를 자신만의 매력 기준을 표현하는 전복적인 자기 표현의 한 형태로 본다. 이러한 의미에서 셀카는 긍정적일 수 있으며, 적극적으로 주체성을 주장하는 방식을 제공한다.
2013년 제제벨 블로그에서 작가 에린 글로리아 라이언은 셀카가 종종 묘사하는 이미지와, 긍정적인 댓글과 "좋아요"를 얻을 목적으로 소셜 미디어에 게시된다는 사실이 "젊은 여성이 세상에 제공할 수 있는 가장 가치 있는 것은 외모라는 생각"을 강화한다고 믿으며 셀카를 비판했다. 제제벨 게시물은 트위터 사용자들로부터 셀카가 다양한 아름다움의 기준을 홍보함으로써 여성에게 긍정적일 수 있다는 논쟁을 불러일으켰다. 미디어 평론가 제니퍼 포즈너는 셀카가 주류 미디어에서 자신을 표현하지 못하는 여성과 소녀들에게 특히 강력하다고 보았다.
연구에 따르면 젊은이와 성인의 관점에는 특별한 차이가 있다. "모든 젊은이의 디지털 사진 공유 문화 경험을 대변하지는 않지만, 이러한 논의는 젊은이들의 일상적인 디지털 관행에 대한 스스로의 해석과 성인들의 이러한 관행에 대한 해석 사이에 상당한 격차가 있음을 보여준다."

### 유명인 셀카

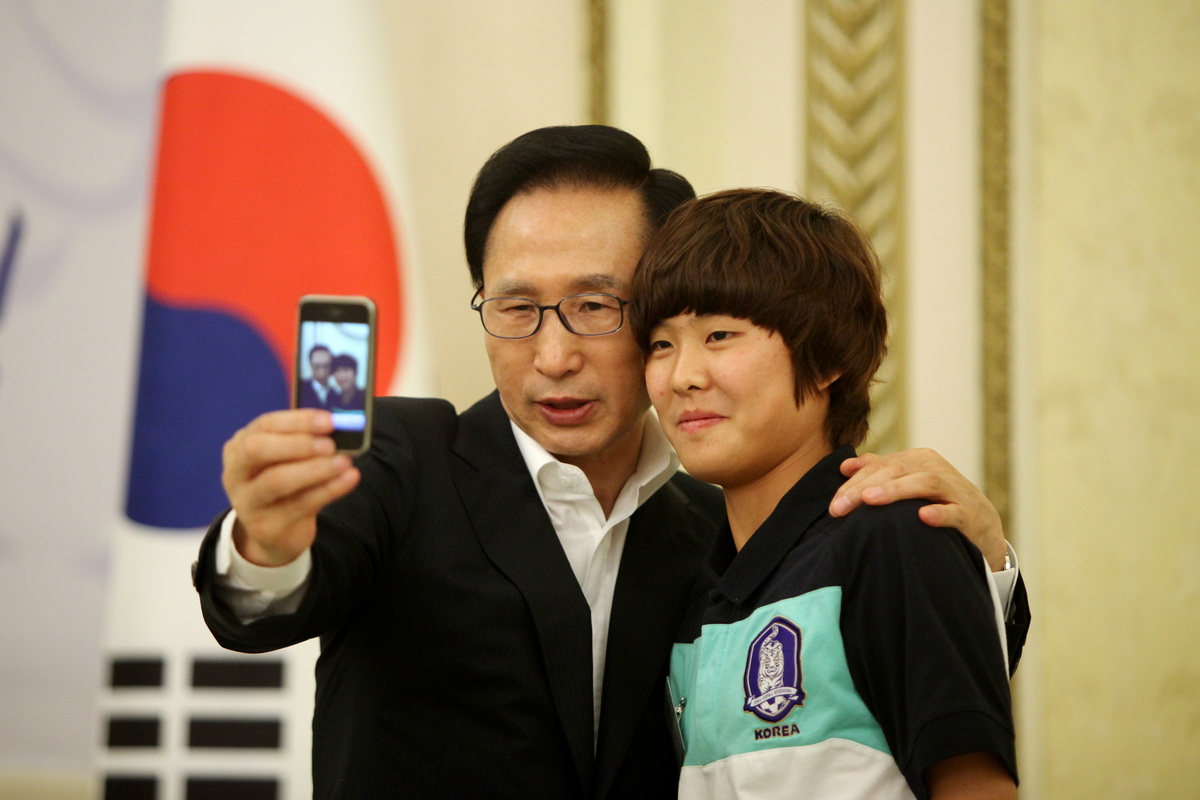
이명박 대한민국 대통령과 축구 선수 지소연

많은 유명인들, 특히 섹스 심벌들은 소셜 미디어에 팔로워들을 위해 셀카를 게시하며, 도발적이거나 흥미로운 유명인 셀카는 정기적인 언론 보도의 대상이 된다. 더 텔레그래프의 엠마 바넷과 같은 일부 평론가들은 섹시한 유명인 셀카(및 섹시한 비유명인 셀카)가 셀카를 찍는 사람에게 힘을 실어줄 수 있지만, 여성을 성적 대상으로 보는 시선을 조장하기 때문에 일반적인 여성에게 해로울 수 있다고 주장했다. 배우이자 열렬한 셀카 게시자인 제임스 프랭코는 뉴욕 타임스에 자신의 인스타그램 페이지에 셀카를 자주 사용하는 것을 옹호하는 칼럼을 썼다. 프랭코는 자화상이 자기중심적인 행위로 보아서는 안 되며, 오히려 "당신이 어떻게 느끼는지, 어디에 있는지, 무엇을 하는지"를 텍스트로는 전달하기 어려운 방식으로 "빠르고 쉽게 보여주는" 저널리즘적인 순간이라고 옹호한다.
제86회 아카데미상에서 사회자 엘런 드제너러스가 기획한 셀카는 한때 가장 많이 리트윗된 트윗이었다. 드제너러스는 메릴 스트립의 오스카상 18회 후보 지명 기록에 경의를 표하며 그녀와 함께 새로운 기록을 세우고 싶다고 말했고, 메릴 스트립, 채닝 테이텀, 브래들리 쿠퍼, 케빈 스페이시, 안젤리나 졸리, 브래드 피트, 루피타 뇽오, 자레드 레토, 제니퍼 로렌스를 포함한 12명의 다른 오스카상 수상 유명인사들을 초대했다. 유명인사들의 결과물은 40분 만에 이전 리트윗 기록을 깼고, 첫 한 시간 동안 180만 번 이상 리트윗되었다. 시상식 끝에는 200만 번 이상 리트윗되었고, 24시간도 채 안 되어 280만 번 이상 리트윗되었다. 이는 버락 오바마가 2012년 대선 승리 후 세운 이전 기록인 778,801번을 넘어선 것이다.

### 정치인 셀카

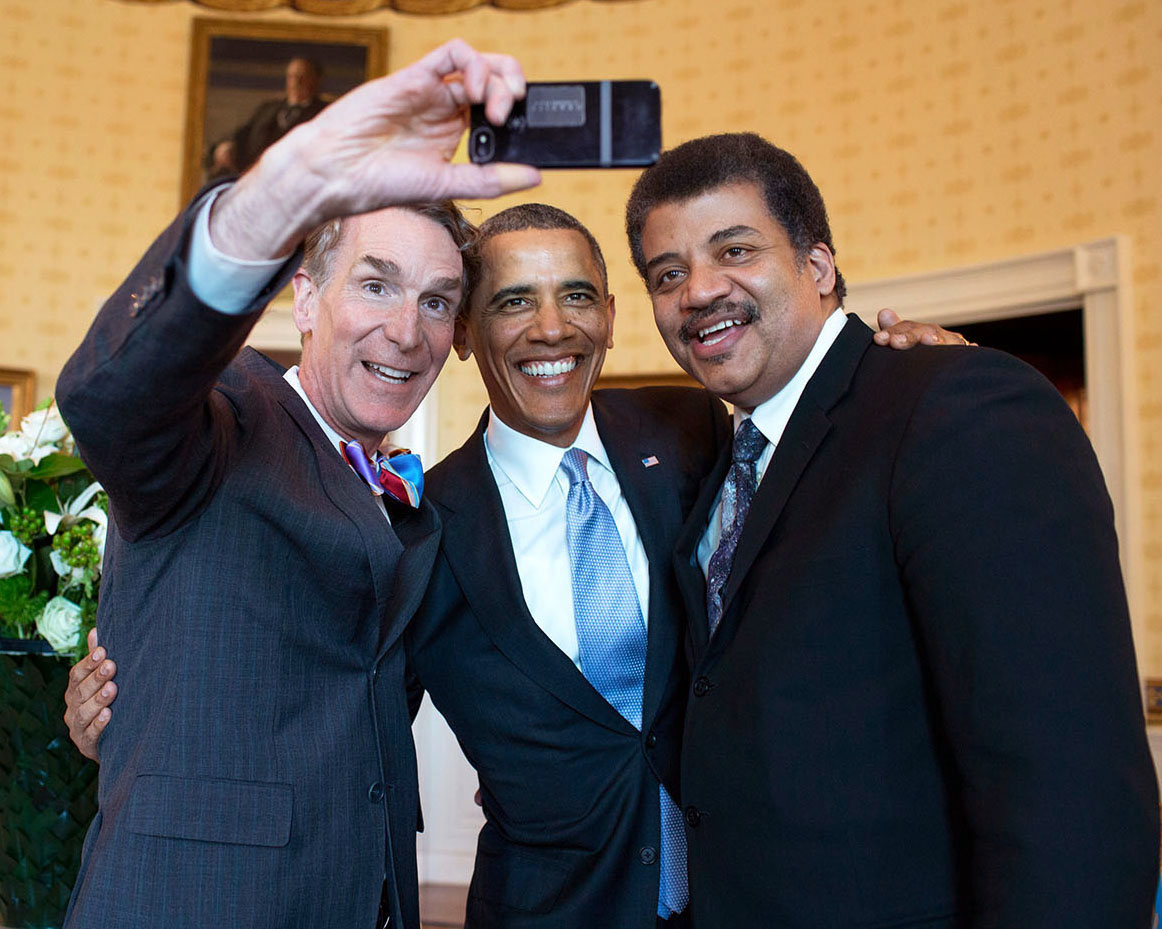
빌 나이 (과학자)가 2014년 백악관에서 버락 오바마 미국 대통령과 닐 디그래스 타이슨과 함께 셀카를 찍는 모습

전 폴란드 총리 마테우시 모라비에츠키와 셀카를 찍는 남자, 2025

버락 오바마 미국 대통령은 요하네스버그 FNB 스타디움에서 열린 넬슨 만델라 추모 행사에서 여러 세계 지도자들과 함께 셀카를 찍고 덴마크 총리 헬레 토르닝슈미트와 함께 웃는 모습이 포착되어 뉴스 헤드라인을 장식했으며, 나중에는 영국 총리 데이비드 캐머런과 함께 만델라를 추모하기 위해 모였다. 셀카를 찍기로 한 결정은 무례하다는 비판을 받았는데, 영국 정치 칼럼니스트 이안 마틴은 이러한 행동을 "인형처럼 장난치는 것"이라고 비판했다. 이 사진들은 또한 그들 옆에 앉아 "화가 나고 당황한" 듯 보이는 영부인 미셸 오바마를 보여준다. 비판에도 불구하고, 추모식에서 사진을 찍은 사진작가 로베르토 슈미트는 투데이 쇼에 그것이 "유쾌하고 축하하는 서비스 부분"에서 찍혔다고 보고했다.
인도에서는 BJP 총리 후보 나렌드라 모디가 인도 간디나가르에서 투표를 마친 후 트위터에 셀카를 게시했다. 이 게시물은 마이크로 블로그 플랫폼에서 주요 인기 항목이 되었다. 2014년 7월, 스위스 정부는 전체 국가 정부의 사진을 찍어 게시한 최초의 정부가 되었다(사진은 7명의 정부 구성원 중 한 명인 알랭 베르세가 찍었다).
포르투갈 대통령 마르셀루 헤벨루 드 소자는 공개 석상에서 여러 셀카 포즈를 취하는 것으로 알려져 있으며, 한 번은 사흘 동안 "1500장 이상의 셀카"를 찍었다고 주장하기도 했다. 그 기간 동안 그는 약 4천 명의 사람들과 인사를 나눈 것으로 추정된다. 이 소셜 미디어 현상은 이러한 셀카를 지칭하는 "마르셀피(Marcelfie)"라는 용어를 만들어냈다. 가장 주목할 만한 것은 대통령이 2016년 6월 10일 포르투갈의 날 기념 행사 동안 파리 시청사에서 안토니우 코스타 총리와 함께 셀카를 찍은 것이다.

### 그룹 셀카

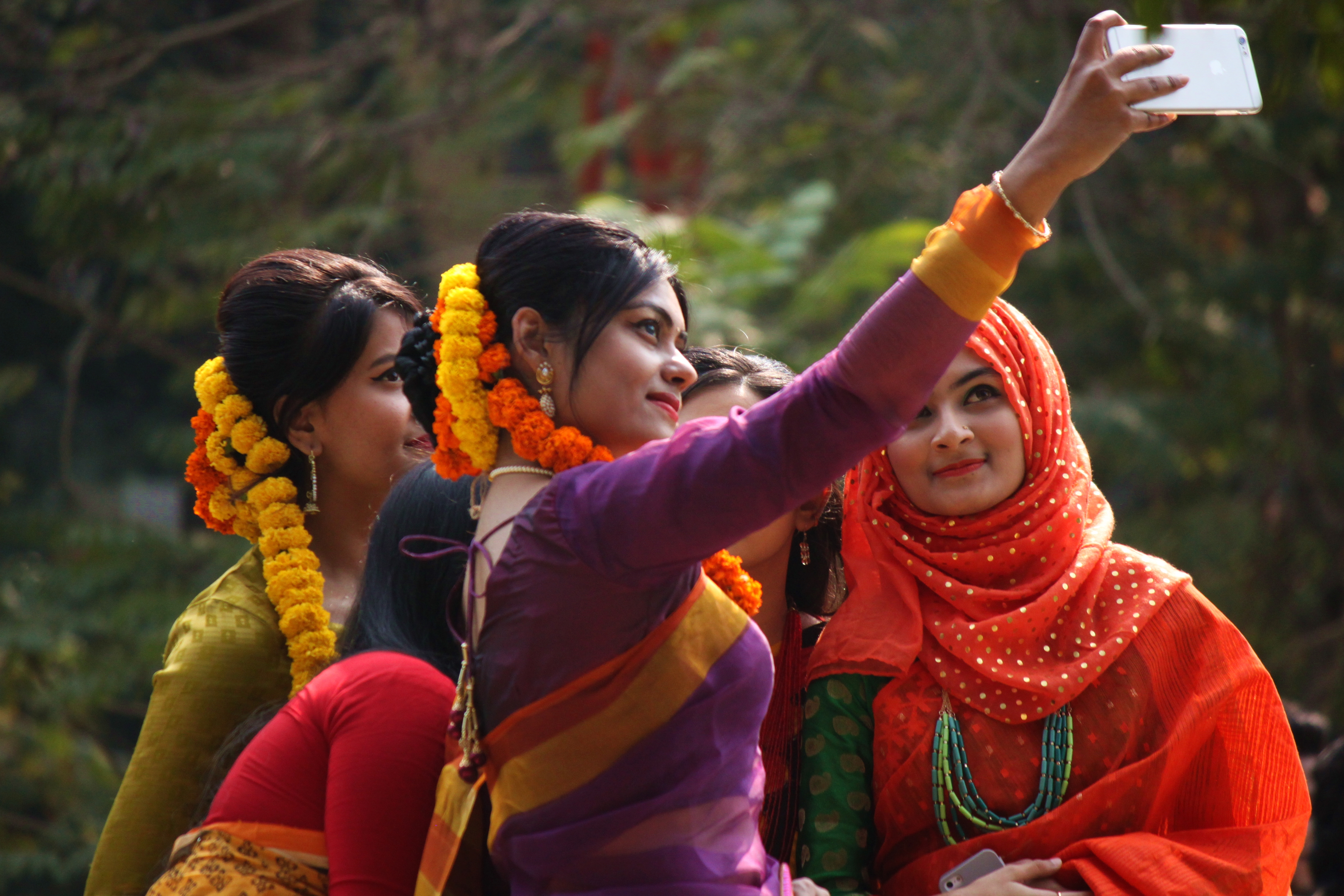
포헬라 팔군에서 그룹 셀카를 찍는 방글라데시 소녀들

2014년 1월, 비즈니스 인사이더는 그룹 셀카를 유지(usie)라고 부르는 기사를 발표했다. 교황 프란치스코와 바티칸 방문객들의 사진은 더 데일리 닷에 의해 유지(usie)라고 불렸고, TMZ는 저스틴 비버와 셀레나 고메즈 유명인 커플의 셀카를 묘사하는 데 이 용어를 사용했다.
"그루피(groufie)"라는 용어는 중국 휴대폰 제조업체 화웨이 테크놀로지스가 중국, 프랑스, 독일, 러시아, 미국에서 상표 등록했다. 이 단어는 2014년 어센드 P7스마트폰 출시 시 소개되었다. 화웨이는 그루피를 여러 피사체와 배경을 포함하는 파노라마 셀카로 정의하며, 전면 8-메가픽셀 카메라와 휴대폰의 파노라마 사진 기능을 사용하여 촬영된다.
그룹 셀카의 또 다른 용어는 "위피(wefie)"인데, 이는 원래 삼성이 NX 시리즈 카메라의 광각 렌즈를 홍보하기 위해 미국에서 상표 등록한 것이다.

### 액세서리
그룹 셀카를 찍을 때 종종 사용되는 스마트폰 또는 소형 카메라 고정 장치인 셀카봉은 더 넓은 파노라마 이미지를 캡처할 수 있게 한다.
팔 길이 이상 떨어진 거리에서 셀카를 찍는 또 다른 방법은 드론이다. 드론으로 찍은 셀카를 드로니(dronies)라고도 한다. 드로니 개념은 2014년에 처음 주류로 진입했으며, 비교적 저렴한 카메라가 장착된 멀티콥터 드론의 갑작스러운 가용성 증가와 일치했다. 2014년에 닉시 드론은 "개인 사진작가" 역할을 하도록 설계되었다.

## 심리학 및 신경과학
파르마 대학교의 니콜라 브루노와 마르코 베르타미가 수행한 연구에 따르면, 비전문 사진작가의 셀카는 셀카를 찍는 사람의 왼쪽 뺨을 보여주는 약간의 편향을 보인다. 이는 많은 역사적 시기와 스타일의 전문 화가들의 초상화에서 관찰된 것과 유사하며, 왼쪽 뺨 편향이 인지신경과학 내에서 잘 문서화된 뇌의 좌우 비대칭에 뿌리를 두고 있을 수 있음을 나타낸다. 두 번째 연구에서 동일한 그룹은 사진 촬영 훈련을 받지 않은 셀카 촬영자가 삼등분 법칙과 같은 널리 사용되는 사진 구성 규칙을 자발적으로 따르는지 테스트했다. 이 연구는 그들이 따르지 않는다는 것을 발견했으며, 이는 이러한 규칙이 뇌의 지각 선호도에 내장된 것이 아니라 관습적인 것일 수 있음을 시사한다.
성격과 셀카 게시 행동의 관계를 조사한 2016년 연구는 외향성과 사회적 과시주의가 셀카 게시 빈도를 긍정적으로 예측하는 반면, 자존감은 일반적으로 셀카 게시 행동과 관련이 없다는 것을 시사한다.
셀피티스는 셀카를 강박적으로 찍는 증상으로 묘사되지만, 현재 DSM-5에는 정신 질환으로 등재되어 있지 않다.
셀카를 강박적으로 찍고 소셜 미디어에 게시하는 것은 정신 질환에 흔히 나타나는 여러 증상과 관련이 있는 것으로 밝혀졌다. 여기에는 나르시시즘, 낮은 자존감, 외로움, 자기중심성, 그리고 관심 추구 행동이 포함된다.

### 얼굴 왜곡 효과
일반적인 사진보다 피사체의 얼굴에 훨씬 더 가깝게 찍히기 때문에, 휴대폰 셀카는 피사체의 얼굴을 왜곡시키는 경향이 있다. 일반적인 사진작가들이 얼굴 사진을 찍을 때는 보통 더 좁은 렌즈를 사용하거나(또는 확대해서) 일반적인 거리에서 촬영하며, 피사체의 얼굴에 물리적으로 더 가까이 다가가지 않는다. 반면에 전면 휴대폰 카메라는 광각 렌즈를 사용하며, 사람의 팔 길이가 한정되어 있기 때문에 얼굴에 더 가깝게 들고 찍는다. 이로 인해 확장 왜곡이 발생하여 카메라에 가까운 물체가 실제보다 훨씬 크게 보인다. 이 왜곡은 슬리밍 효과를 주지만, 얼굴의 나머지 부분보다 카메라에 더 가까운 코와 턱 부분을 과장시키기도 한다.
미국 안면성형외과 학회가 발표한 연구에 따르면, 셀카가 사람들의 얼굴 인식에 변화를 주어 코성형 수술에 대한 수요를 증가시켰다는 사실이 밝혀졌다. 설문 조사에 참여한 외과 의사의 42%는 환자들이 사진, 특히 근거리에서 찍은 셀카에서 자신의 외모를 개선하기 위해 수술을 찾고 있다는 점을 확인했다. 또 다른 연구에서는 12 인치 (30 cm) 거리에서 찍은 셀카가 코 크기를 최대 30%까지 과장할 수 있으며, 원근 왜곡을 최소화하기 위해 5 피트 (1.5 미터)의 표준 거리에서 사진을 찍을 것을 권장했다.

## 종류

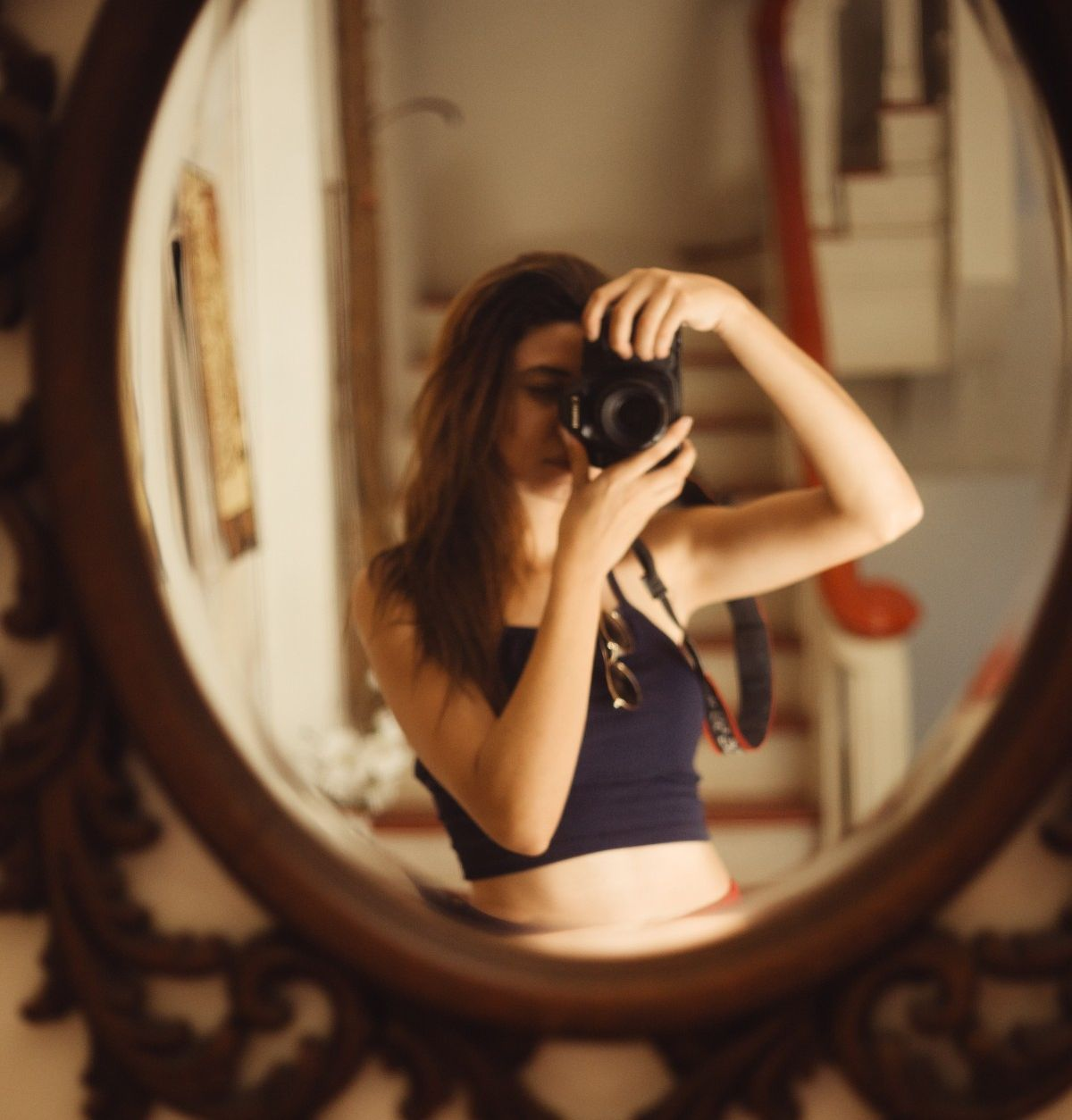
거울에 비친 자화상

인기 있는 용어가 된 이후, 셀카는 종종 모바일 기기의 전면 카메라로 찍은 자화상을 묘사하는 데 사용되어 왔다. 이 때문에 "셀카 카메라"라는 용어도 일부에서는 모바일 기기의 전면 카메라를 묘사하는 데 사용되었다.
거울에 비친 자신의 사진은 "거울 셀카"라고도 불리며, 일반적인 셀카와 구별된다.
2019년에 출시된 일부 휴대폰에는 후면 카메라에 초광각 렌즈가 포함되어 0.5 또는 5분의 1 셀카가 대중화되었다. 이 셀카 스타일은 초광각 렌즈로 인해 왜곡되며, 사용자가 사진을 찍을 때 자신을 볼 수 없기 때문에 본질적으로 전통적인 셀카보다 예측 불가능하다. 이 셀카 스타일은 예측 불가능하고 기발한 스타일 때문에 Z세대 사이에서 인기를 끌고 있다.

## 사진 촬영 중 부상
최초로 알려진 셀카 관련 사망 사고는 2014년 3월 15일, 한 남성이 기차 위에서 감전사한 사건이었다.
2014년은 '셀카의 해'였다. 또한 '세계 셀카 수도'로 불리는 마카티와 파시그에서 첫 셀카 관련 사망 사고가 발생했는데, 14세 소녀가 3층 계단에서 2층으로 떨어졌다.
2015년에는 그 해 상어 공격보다 셀카를 찍다가 사망한 사람이 더 많다고 보도되었다. 다른 출판물들은 그 분석에 대해 논쟁을 벌였다. 셀카 사진을 찍던 사람들이 불안정한 자세에서 균형을 잃고 추락사했으며, 다른 사람들은 우발적으로 발사된 권총으로 포즈를 취하다 부상을 입거나 사망했다.
러시아에서 독특한 셀카를 시도하다 부상이나 사망으로 이어지는 사건이 증가하는 것에 우려를 표하며, 러시아 내무부는 2015년에 일부 흔한 위험한 행동에 대해 셀카 애호가들에게 경고하는 "셀카 안전 가이드"를 발표했다. 러시아에서 가장 활발하게 셀카를 찍는 도시인 모스크바는 10만 명당 8명의 셀카 촬영자가 있는 것으로 추정되며, 전 세계 도시 중 301위를 차지한다.
2015년 연구에 따르면, 젊은 영국인 중 20%가 자동차 운전 중 셀카를 찍었다. 맨체스터는 10만 명당 114명의 셀카 촬영자로 그레이트브리튼섬에서 인구 대비 셀카 촬영자가 가장 많으며, 국제적으로는 7위를 차지한다. 이탈리아 경찰청장은 "셀카"라는 제목의 단편 영화 개봉을 계기로 이탈리아에서 같은 현상에 대한 우려를 표명했다. 밀라노는 10만 명당 108명의 셀카 촬영자로 세계에서 8번째로 활발하게 셀카를 찍는 도시이다.
아만다 뒤 프레즈 교수에 따르면, 죽음을 기록하는 셀카는 최소 세 가지 유형이 있는데, 죽기 전에 무의식적으로 찍은 셀카, 촬영자의 죽음이 거의 목격되는 셀카, 또는 촬영자가 다른 사람이 죽는 동안 옆에 서 있는 셀카이다.
2019년, 한 십대가 텍사스 주 댈러스의 다리 위에서 친구들과 셀카를 찍으려다 4층 이상 높이에서 떨어져 땅에 흔적을 남겼다. 그는 여러 심각한 부상을 입었지만 살아남았다.

## 같이 보기
- 스마트폰
- 셀카봉
- 우주셀 카
- 3D 셀카
- 투표소 셀카
- 이마고 카메라
- 셀카 관련 부상 및 사망 사고 목록
- 원격 셔터
- 루프토핑
- 자화상
- 셀프 타이머
- 셀피 스튜디오
- 슬리브페이스